# Hunsrück (Kellerwald)
Der Hunsrück im Kellerwald ist ein 635,9 m ü. NHN hoher, nördlicher Nebengipfel des Berges Wüstegarten im Bergkamm Hoher Keller im nordhessischen Schwalm-Eder-Kreis und Landkreis Waldeck-Frankenberg. Er ist die höchste Erhebung der Gemeinde Bad Zwesten.

## Geographie

### Lage
Der Hunsrück liegt im Südosten von Kellerwald und Naturpark Kellerwald-Edersee. Er erhebt sich etwa 1,6 km (Luftlinie) nordöstlich vom Wüstegarten mit Gipfellage auf der Gemeindegrenze des nordöstlich gelegenen Bad Zwesten und des südöstlich liegenden Jesberg (beide im Schwalm-Eder-Kreis). Bis auf die westlichen und nordwestlichen Hochlagen des Berges reichen die Gemeinde- und Stadtgebiete des westlich befindlichen Haina mit den Ortsteilen Fischbach und Haddenberg sowie des nördlich gelegenen Bad Wildungen mit dem Ortsteil Bergfreiheit (alle im Landkreis Waldeck-Frankenberg).
In Richtung Norden und Nordosten fällt die Landschaft auch über die dortige Sauklippe (584,4 m) zum Tal der Urff, nach Osten zur Schwalm und nach Südosten zur Gilsa ab. Urff und Gilsa münden nicht weit voneinander entfernt rund 7,5 km (Luftlinie) östlich des Berges in die Schwalm. Auf seiner Ostflanke entspringen der kleine Totengraben als linker Quellbach des Gilsa-Zuflusses Koppbach und der Gilsa-Zufluss Michelbach I.

### Naturräumliche Zuordnung
Der Hunsrück bildet zusammen mit dem Wüstegarten (675,3 m; Südwesten) und der Sauklippe (584,4 m; Nordosten) den Bergkamm „Keller“ (auch „Hoher Keller“ genannt). Dieser gehört in der naturräumlichen Haupteinheitengruppe Westhessisches Berg- und Senkenland (Nr. 34), in der Haupteinheit Kellerwald (344) und in der Untereinheit Hoher Kellerwald (344.0) zum Naturraum Jeust und Keller (344.00).

## Schutzgebiete
Auf dem mit Laubhölzern bewaldeten Hunsrück befinden sich Teile des Vogelschutzgebiets Kellerwald (VSG-Nr. 4920-401; 263,9949 km² groß) und solche des Fauna-Flora-Habitat-Gebiets „Hoher Keller“ (FFH-Nr. 4920-304; 14,943 km²).

## Wandern
Über den Hunsrück verläuft ein Abschnitt des Kellerwaldsteigs (156 km langer Wanderweg im Naturpark Kellerwald-Edersee). Nahe an den Berg heran führen solche von Studentenpfad (252 km langer Wanderweg, der von Göttingen über Kassel nach Gießen führt) und Lulluspfad (184 km langer Fernwanderweg, der den Edersee mit dem Rennsteig verbindet).